# Indische Cricket-Nationalmannschaft in Simbabwe in der Saison 2016
Die Tour der indischen Cricket-Nationalmannschaft nach Simbabwe in der Saison 2016 fand vom 11. bis zum 22. Juni 2016 statt. Die internationale Cricket-Tour war Bestandteil der Internationalen Cricket-Saison 2016 und umfasste drei ODIs und drei Twenty20. Indien gewann die ODI-Serie 3–0 und die Twenty20-Serie 2–1.

## Vorgeschichte
Für beide Teams ist es die erste Tour der Saison. Das letzte aufeinandertreffen der beiden Mannschaften bei einer Tour fand in der Saison 2015 in Simbabwe statt.

## Stadien
Die folgenden Stadien wurden für die Tour als Austragungsort vorgesehen und am 3. Mai 2016 bekanntgegeben.
| Stadt  | Stadion            | Kapazität | Spiele               |
| ------ | ------------------ | --------- | -------------------- |
| Harare | Harare Sports Club | 10.000    | 1.–3. ODI; 1.–3. T20 |

## Kaderlisten
Indien benannte seinen Kader am 23. Mai 2016.
Simbabwe benannte seinen Kader am 3. Juni 2016.
| ODI | ODI | Twenty20 | Twenty20 |
| Simbabwe | Indien | Simbabwe | Indien |
| --- | --- | --- | --- |
| - Graeme Cremer (K) - Richmond Mutumbami (wk) - Tendai Chatara - Chamu Chibhabha - Elton Chigumbura - Tendai Chisoro - Craig Ervine - Neville Madziva - Malcolm Waller - Timycen Maruma - Hamilton Masakadza - Wellington Masakadza - Peter Moor - Tawanda Mupariwa - Taurai Muzarabani - Sikandar Raza - Vusi Sibanda - Donald Tiripano - Sean Williams | - MS Dhoni (K & wk) - Jasprit Bumrah - Yuzvendra Chahal - Rishi Dhawan - Faiz Fazal - Kedar Jadhav - Dhawal Kulkarni - Karun Nair - Manish Pandey - Axar Patel - KL Rahul - Ambati Rayudu - Mandeep Singh - Barinder Sran - Jaydev Unadkat - Jayant Yadav | - Graeme Cremer (K) - Richmond Mutumbami (wk) - Sikandar Raza - Brian Chari - Tendai Chatara - Chamu Chibhabha - Elton Chigumbura - Neville Madziva - Timycen Maruma - Hamilton Masakadza - Wellington Masakadza - Peter Moor - Tapiwa Mufudza - Tinotenda Mutombodzi - Taurai Muzarabani - Vusi Sibanda - Donald Tiripano - Malcolm Waller | - MS Dhoni (K & wk) - Jasprit Bumrah - Yuzvendra Chahal - Rishi Dhawan - Faiz Fazal - Kedar Jadhav - Dhawal Kulkarni - Karun Nair - Manish Pandey - Axar Patel - KL Rahul - Ambati Rayudu - Mandeep Singh - Barinder Sran - Jaydev Unadkat - Jayant Yadav |

## One-Day Internationals

### Erstes ODI in Harare
| 11. Juni Scorecard | Harare | Simbabwe 168 (49.5)          | – | Indien 173-1 (42.3) |
|                    |        | Indien gewinnt mit 9 Wickets |   |                     |

### Zweites ODI in Harare
| 13. Juni Scorecard | Harare | Simbabwe 126 (34.3)          | – | Indien 129-2 (26.5) |
|                    |        | Indien gewinnt mit 8 Wickets |   |                     |

### Drittes ODI in Harare
| 15. Juni Scorecard | Harare | Simbabwe 123 (42.2)           | – | Indien 126-0 (21.5) |
|                    |        | Indien gewinnt mit 10 Wickets |   |                     |

## Twenty20 Internationals

### Erstes Twenty20 in Harare
| 18. Juni Scorecard | Harare | Simbabwe 170-6 (20)         | – | Indien 168-6 (20) |
|                    |        | Simbabwe gewinnt mit 2 Runs |   |                   |

### Zweites Twenty20 in Harare
| 20. Juni Scorecard | Harare | Simbabwe 99-9 (20)            | – | Indien 103-0 (13.1) |
|                    |        | Indien gewinnt mit 10 Wickets |   |                     |

### Drittes Twenty20 in Harare
| 22. Juni Scorecard | Harare | Indien 138-6 (20)         | – | Simbabwe 135-6 (20) |
|                    |        | Indien gewinnt mit 3 Runs |   |                     |

## Statistiken
Die folgenden Cricketstatistiken wurden bei dieser Tour erzielt.
| ODIs             | ODIs       | ODIs    | ODIs    | ODIs    | ODIs    | ODIs    | ODIs    | ODIs    |
| Batting          | Batting    | Batting | Batting | Batting | Batting | Batting | Batting | Batting |
| Spieler          | Mannschaft | Spiele  | Innings | Runs    | Average | HS      | 100s    | 50s     |
| ---------------- | ---------- | ------- | ------- | ------- | ------- | ------- | ------- | ------- |
| Lokesh Rahul     | Indien     | 3       | 3       | 196     | 196,00  | 100*    | 1       | 1       |
| Ambati Rayudu    | Indien     | 3       | 2       | 103     |         | 62*     | 0       | 1       |
| Vusi Sibanda     | Simbabwe   | 3       | 3       | 96      | 32,00   | 53      | 0       | 1       |
| Chamu Chibhabha  | Simbabwe   | 3       | 3       | 61      | 20,33   | 27      | 0       | 0       |
| Faiz Fazal       | Indien     | 1       | 1       | 55      |         | 55*     | 0       | 1       |
| Bowling          |            |         |         |         |         |         |         |         |
| Spieler          | Mannschaft | Spiele  | Overs   | Wickets | Average | BBI     | 5W      | 10W     |
| Jasprit Bumrah   | Indien     | 3       | 25.5    | 9       | 8,55    | 4/22    | 0       | 0       |
| Yuzvendra Chahal | Indien     | 3       | 24      | 6       | 12,83   | 3/25    | 0       | 0       |
| Dhawal Kulkarni  | Indien     | 3       | 25.2    | 5       | 18,00   | 2/31    | 0       | 0       |
| Barinder Sran    | Indien     | 3       | 24      | 4       | 24,75   | 2/17    | 0       | 0       |
| Axar Patel       | Indien     | 3       | 27.3    | 3       | 21,33   | 1/16    | 0       | 0       |

| Twenty20s        | Twenty20s  | Twenty20s | Twenty20s | Twenty20s | Twenty20s | Twenty20s | Twenty20s | Twenty20s |
| Batting          | Batting    | Batting   | Batting   | Batting   | Batting   | Batting   | Batting   | Batting   |
| Spieler          | Mannschaft | Spiele    | Innings   | Runs      | Average   | HS        | 100s      | 50s       |
| ---------------- | ---------- | --------- | --------- | --------- | --------- | --------- | --------- | --------- |
| Mandeep Singh    | Indien     | 3         | 3         | 87        | 43,50     | 52*       | 0         | 1         |
| Elton Chigumbura | Simbabwe   | 3         | 3         | 78        | 39,00     | 54*       | 0         | 1         |
| Kedar Jadhav     | Indien     | 3         | 2         | 77        | 38,50     | 58        | 0         | 1         |
| Lokesh Rahul     | Indien     | 3         | 3         | 69        | 34,50     | 47*       | 0         | 0         |
| Peter Moor       | Simbabwe   | 2         | 2         | 57        | 28,50     | 31        | 0         | 0         |
| Bowling          |            |           |           |           |           |           |           |           |
| Spieler          | Mannschaft | Spiele    | Overs     | Wickets   | Average   | BBI       | 5W        | 10W       |
| Barinder Sran    | Indien     | 2         | 8         | 6         | 6,83      | 4/10      | 0         | 0         |
| Jasprit Bumrah   | Indien     | 3         | 12        | 5         | 11,60     | 3/11      | 0         | 0         |
| Donald Tiripano  | Simbabwe   | 3         | 11        | 4         | 16,50     | 3/20      | 0         | 0         |
| Dhawal Kulkarni  | Indien     | 2         | 8         | 3         | 18,33     | 2/23      | 0         | 0         |
| Yuzvendra Chahal | Indien     | 3         | 12        | 3         | 29,66     | 1/19      | 0         | 0         |

## Player of the Series
Als Player of the Series wurden die folgenden Spieler ausgezeichnet.
| Serie | Player of the Series |
| ----- | -------------------- |
| ODI   | Lokesh Rahul         |
| T20   | Barinder Sran        |

### Player of the Match
Als Player of the Match wurden die folgenden Spieler ausgezeichnet.
| Spiel  | Player of the Match |
| ------ | ------------------- |
| 1. ODI | Lokesh Rahul        |
| 2. ODI | Yuzvendra Chahal    |
| 3. ODI | Lokesh Rahul        |
| 1. T20 | Elton Chigumbura    |
| 2. T20 | Barinder Sran       |
| 3. T20 | Kedar Jadhav        |